# Dorfkirche Langennaundorf

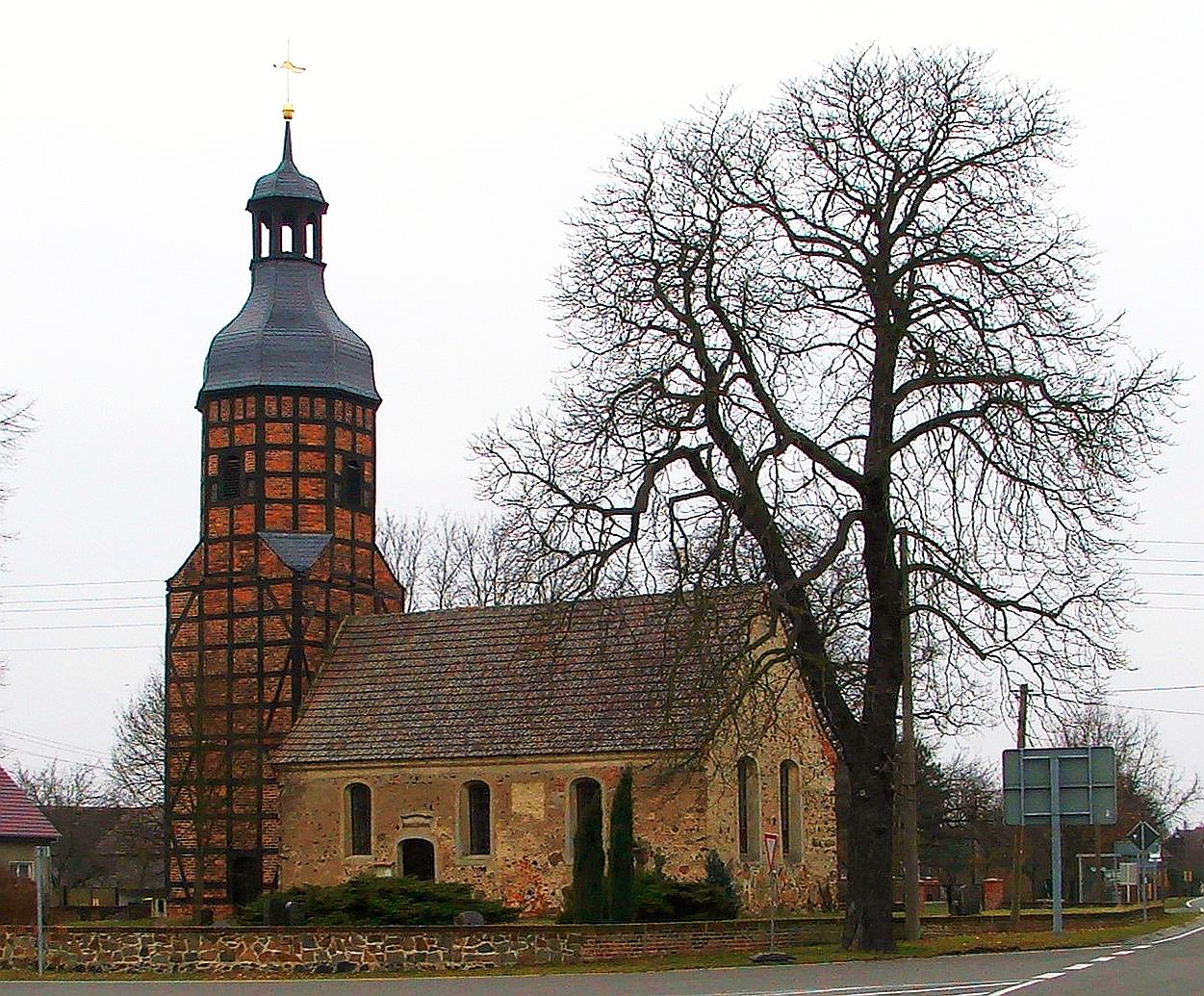
Dorfkirche Langennaundorf

Die evangelische Dorfkirche Langennaundorf ist ein denkmalgeschütztes Kirchengebäude im Ortsteil Langennaundorf in der Kleinstadt Uebigau-Wahrenbrück im südbrandenburgischen Landkreis Elbe-Elster. Hier befindet sie sich, von einem Friedhof umgeben, in zentraler Lage auf dem Anger des Dorfes. Etwa 200 Meter entfernt ist am nördlichen Dorfanger das ebenfalls unter Denkmalschutz stehende einstige Pfarrhaus der Kirche zu finden.
Sie gehört zur Kirchengemeinde Uebigau im Kirchenkreis Bad Liebenwerda der Evangelischen Kirche in Mitteldeutschland.

## Baubeschreibung und -geschichte
Bei der Langennaundorfer Kirche handelt es sich um einen rechteckigen spätgotischen Saalbau mit geradem Ostschluss aus Feldsteinen. Errichtet wurde er im 14. Jahrhundert. Um 1715 wurde der Bau umfangreich erneuert, unter anderem die Süd- und Ostfenster auch vergrößert. Im Westen des Kirchenschiffs fügt sich ein quadratischer Glockenturm in Fachwerkbauweise an, der bauzeitlich aus derselben Zeit stammt wie die Erneuerungen. Dieser besitzt ein ins achteckige überführtes Glockenobergeschoss mit verschieferter Schweifhaube und Laterne.

## Ausstattung (Auswahl)
Das eindrucksvolle Innere der Kirche stammt aus der Zeit um 1715. Geprägt ist es von einer Holztonnendecke, die, um den Raum optisch zu erhöhen, illusionistisch mit Emporen, Butzenscheiben und Vorhängen bemalt wurde. Weitere Deckengemälde im Scheitel des Gewölbes zeigen in drei Bildfeldern den leicht bewölkten Himmel, eine weibliche Figur mit Schriftband und Engelsdarstellungen.
Das Altarretabel stammt aus der Zeit um 1715. In der Predella befindet sich die Darstellung des Abendmahls, im Mittelbild ist die Kreuzigung Jesu zu sehen und im oberen Gemälde die Geburt Christi. Die polygonale Kanzel stammt ebenfalls aus dem Jahre 1726, der pokalförmige Taufstein aus dem 15. Jahrhundert.
Weitere Ausstattungsstücke der Kirche sind unter anderem ein Altarkruzifix (18. Jahrhundert), ein Abendmahlskelch aus Zinn (um 1800), eine Taufschale mit Inschrift (1769) und ein zinnernes Altarleuchterpaar auf Kugelfüßen (1715).
Die Langennaundorfer Orgel verfügt über eine pneumatische Kegellade, ein Manual und 6 Register. Diese wurde im Jahre 1917 von der Liebenwerdaer Orgelbauer Arno Voigt geschaffen (op. 43). Der Orgelprospekt stammt inschriftlich aus dem Jahre 1799.

## Grabmäler

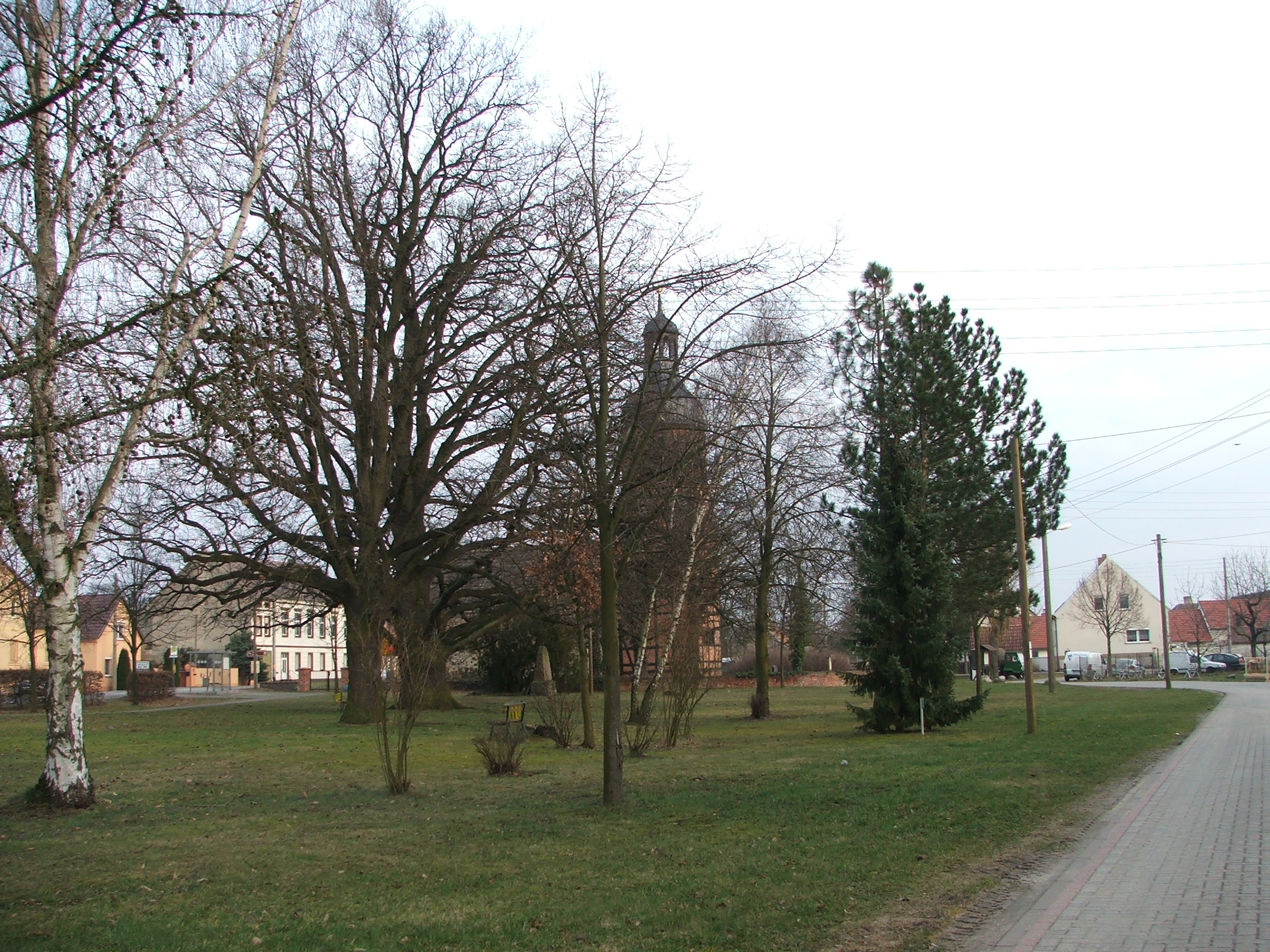
Nördlicher Dorfanger mit Gefallenendenkmal

Die Langennaundorfer Kirche ist vom örtlichen Friedhof umgeben. In der Kirche selbst befindet sich hinter dem Altar ein Ritzgrabstein für den im Jahre 1514 verstorbenen Geistlichen Johannes. Im Außenbereich ist an der Südwand das mit Roll- und Knorpelwerk bekrönte Grab der 1650 verstorbenen Margarethe Richter zu finden.
Ein Kriegerdenkmal für die im Ersten Weltkrieg gefallenen Dorfbewohner Langennaundorfs ist in Form eines Feldsteins etwas nördlich der Kirche auf dem Dorfanger gelegen. Auf einer hier angebrachten Tafel befinden sich 6 Namen mit Todesdatum und Einheit. Am Sockel des Denkmals ist des Weiteren eine Gedenktafel für die im Zweiten Weltkrieg Gefallenen des Dorfes angebracht.